# Dušan Tadić
Pour les articles homonymes, voir tadić.
Dušan Tadić (en serbe en écriture cyrillique : Душан Тадић), né le 20 novembre 1988 à Bačka Topola en Yougoslavie (auj. en Serbie), est un footballeur international serbe jouant au poste d'attaquant au Al-Wahda FC. Il fait partie du Club des Cent.

## Biographie

### FK Vojvodina (2006-2010)
Dušan Tadić gravit tous les échelons avec le FK Vojvodina qu'il rejoint en 2002. C'est en 2006 qu'il est lancé dans le bain professionnel en première division serbe. Au fil des saisons, le jeune Tadić prend une place au sein de l'effectif de Vojvodina. Il finit sa dernière saison avec dix buts en championnat.

### FC Groningue (2010-2012)
En juin 2010, Dušan Tadić signe un contrat de trois ans au FC Groningue, aux Pays-Bas, avec deux années supplémentaires en option. Pour sa première saison dans le championnat néerlandais, il est l'artisan principal de la cinquième place obtenue par son club. Effectivement, il compte 22 passes décisives sur l'ensemble de l'exercice 2010-2011, ce qui le place dans les 20 meilleurs passeurs décisifs européens.

### FC Twente (2012-2014)
En 2012, Dušan Tadić s'engage pour le FC Twente. Il y passe deux saisons où il confirme son talent en Eredivisie. Tadić s'affirme parmi les meilleurs passeurs du vieux continent en comptant 16 passes décisives durant la saison 2013-2014.

### Southampton (2014-2018)
Le 8 juillet 2014, Dušan Tadić signe au Southampton FC pour quatre ans.
Le 11 janvier 2015, lors d'un match contre Manchester United, Tadić inscrit un but qui permet à son équipe de gagner 1-0. Il est nommé « Joueur de la semaine » pour sa performance.
Le 30 juillet 2015, il marque un but contre le Vitesse Arnhem en Ligue Europa pour la première victoire des Saints en compétition européenne depuis 34 ans. En mai 2016, Tadić réalise un triplé de passes décisives lors d'une victoire 4-2 contre Manchester City. Le week-end suivant, il récidive en faisant cette fois-ci deux passes décisives à chaque fois pour son coéquipier Steven Davis.

### Ajax Amsterdam (2018-2023)
Dès son arrivée à l'Ajax Amsterdam, Dušan Tadić est placé dans les meilleures conditions par le staff du club néerlandais, en position de numéro 10 à l'ancienne : "un passeur libre pouvant aussi marquer", comme le furent avant lui Gheorghe Hagi ou Dragan Stojković. C'est pourtant une position dans laquelle il n'a que rarement joué en club. Néanmoins, c'est à ce poste qu'il a joué en équipe nationale pendant les qualifications de la coupe du monde 2018. Très vite, il devient le patron de la bande de jeunes de l'Ajax. Aux Pays-Bas, il est apprécié pour ses qualités de prise d'initiative dans le jeu, de passeur-buteur, de sérieux dans son hygiène de vie, et surtout pour son absence totale d'égoïsme dans son jeu.
Le 5 mars 2019, il participe avec son club à l'élimination du Real Madrid en 8e de finale de la Ligue des champions. Auteur d'une performance majeure dans cette victoire 4-1 à Madrid, Tadić est notamment crédité d'une note de 10/10 dans le journal sportif français L'Équipe pour seulement la neuvième fois de l'histoire du quotidien. Auteur notamment d'un but et deux passes décisives (buts de Hakim Ziyech et David Neres), provoquant aussi la faute sur le coup franc réussi, il participe à toutes les actions de but, sa démonstration contre le Real étant décrite comme un « match parfait ». À la suite de ce match, il sera également élu joueur de la semaine par l'UEFA devant Hugo Lloris et Romelu Lukaku.
Il est l'un des joueurs les plus prolifiques, en Europe avec Lionel Messi et Robert Lewandowski pour la saison 2018-2019, avec 60 implications dans des actions de but, 38 buts et 24 passes décisives. Lors de la saison 2018-2019 d'Eredivisie, il inscrit un total de 28 buts, avec sept doublés. Il termine ainsi meilleur buteur du championnat, à égalité avec Luuk de Jong.
Il est nommé capitaine de l'Ajax Amsterdam à la suite du transfert de Matthijs de Ligt vers la Juventus en juillet 2019.
Le 7 mars 2020, il inscrit son 50e but sous les couleurs du club amstellodamois face au club de Heerenveen.
En 2021, le capitaine de l'Ajax bat le record de passes décisives sur une année, détenu par Lionel Messi depuis 2011. Le Serbe bat l'Argentin avec 37 passes décisives délivrées toutes compétitions confondues, en club comme en sélection ; une de plus que l'homme aux sept Ballon d'or,,.
Le 14 juillet 2023, l'Ajax annonce le départ de Tadić qui a demandé à quitter le club avec effet immédiat, alors que son contrat se termine en 2024. Selon des sources journalistiques, le Serbe aurait demandé son départ en raison du recrutement du club qu'il juge décevant. Au cours de ses cinq ans à Amsterdam, Tadić dispute 241 matchs et inscrit 105 buts, délivrant également une centaine de passes décisives. Laissant une déclaration pour les supporters, il affirme : « Si cela ne tient qu’à moi, ce n’est pas un dernier adieu. Je serai toujours un joueur de l’Ajax et j’espère revenir bientôt à Amsterdam, dans un rôle différent en tant qu’entraîneur ».

### Fenerbahçe SK (2023-)

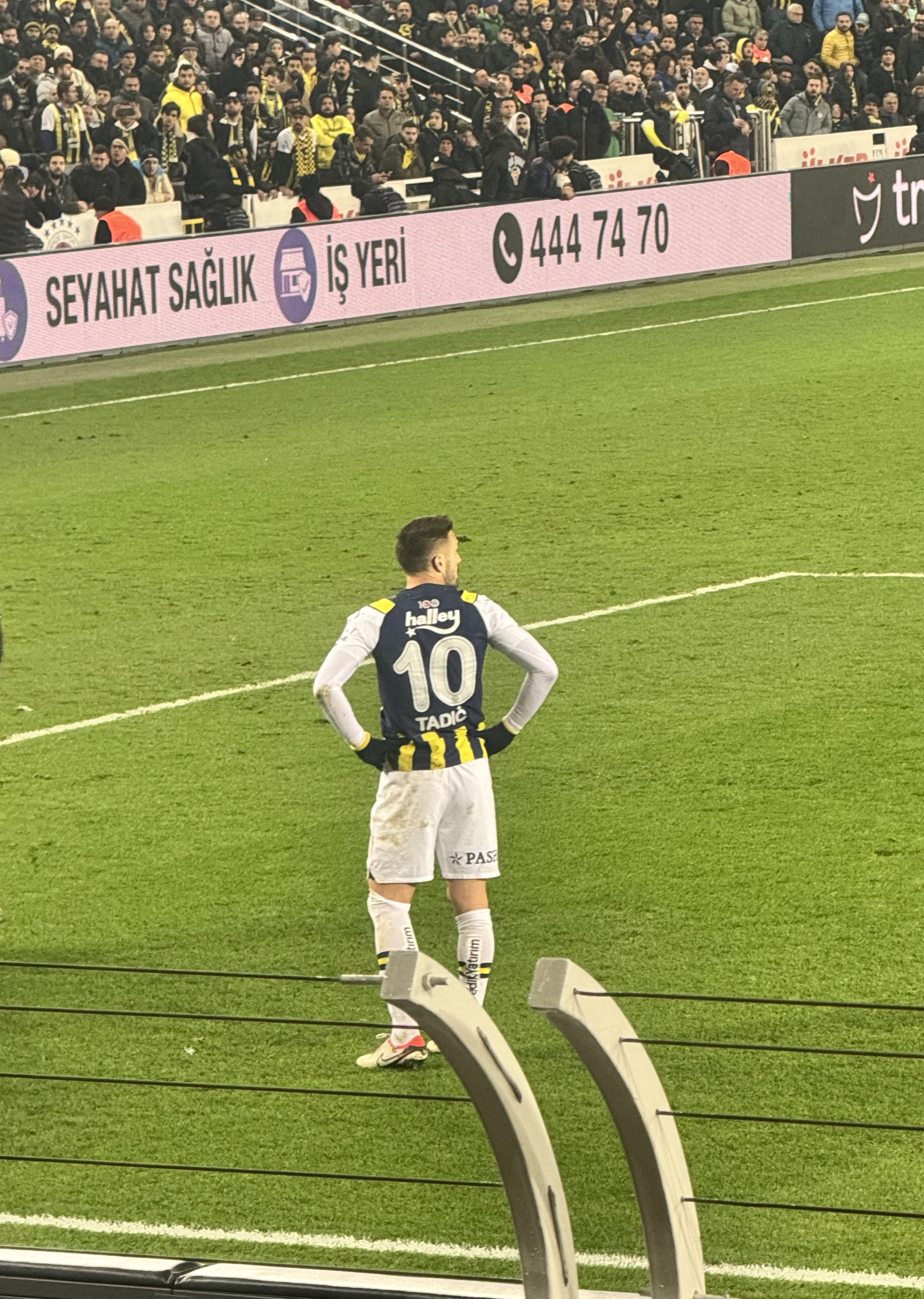
Dušan Tadić, Fenerbahçe v. Ankaragücü (28.01.2024).

Deux jours après le départ de Dušan Tadić de l'Ajax Amsterdam, le Fenerbahçe SK annonce le recrutement du joueur avec un contrat portant sur deux saisons.

### En équipe nationale
Avec les moins de 19 ans, il participe au championnat d'Europe des moins de 19 ans en 2007. Lors de cette compétition organisée en Autriche, il joue trois matchs. Il se met en évidence en inscrivant un doublé contre la Russie. Tadić évolue même comme capitaine lors de cette rencontre. Avec un bilan d'une seule victoire et deux défaites, la Serbie ne parvient pas à dépasser le premier tour.
Par la suite, avec les espoirs, il participe au championnat d'Europe espoirs en 2009. Lors de cette compétition organisée en Suède, il ne joue qu'une seule rencontre, face au pays organisateur. Avec un bilan de deux nuls et une défaite, la Serbie ne parvient pas à dépasser le premier tour.
Tadić est convoqué pour la première fois en équipe de Serbie en décembre 2008. Il fait ses débuts en tant que titulaire le 14 décembre, lors d'une défaite contre la Pologne, où il joue la première mi-temps. Néanmoins, et ce malgré de belles performances en club, Tadić n'est plus convoqué en sélection jusqu'en 2010.
Il retrouve la sélection serbe le 7 avril 2010, lors d'une rencontre amicale face au Japon. A cette occasion, il se met en évidence en délivrant une passe décisive (victoire 0-3).
Le 11 septembre 2012, Tadić inscrit son premier but international au cours d'une démonstration 6-1 contre le Pays de Galles. Il délivre également une passe décisive lors de cette rencontre. Il devient un titulaire indiscutable à partir de cette période, qui voit toutefois la Serbie échouer à se qualifier pour la Coupe du monde 2014 au Brésil.
Le 6 février 2013, il inscrit son premier doublé en équipe nationale, lors d'un match amical contre Chypre (victoire 1-3).
Tadić se révèle être d'une très grande importance pour son équipe lors des éliminatoires de la Coupe du monde 2018. Il totalise notamment six passes dans sa poule au mois d'octobre 2016.
En juin 2018, il participe à sa première grande compétition internationale avec la Serbie : la Coupe du monde 2018 organisée en Russie. Lors de ce mondial, il joue trois matchs. Il se met en évidence en délivrant une passe décisive contre la Suisse. Avec un bilan d'une seule victoire et deux défaites, la Serbie ne parvient pas à dépasser le premier tour.
Par la suite, en octobre 2018, il officie pour la première fois comme capitaine de la sélection serbe, lors de rencontres de la Ligue des nations contre le Monténégro et la Roumanie.
Le 11 novembre 2022, il est sélectionné par Dragan Stojković pour participer à la Coupe du monde 2022.
Il est retenu dans la liste des 26 joueurs serbes du sélectionneur Dragan Stojković pour participer à l'Euro 2024. 
Le 18 juillet 2024, il annonce la retraite de sa carrière internationale. 

## Style de jeu
Tadić est considéré comme l'un des meilleurs joueurs de l'histoire de la Serbie et de la récente histoire de l'Ajax. Ce meneur de jeu / ailier gauche doté d'un pied gauche de génie était capable d'apporter beaucoup à son équipe grâce à son excellente technique et une vision du jeu largement au-dessus de la moyenne. Il est doté d'une bonne finition, que ce soit sur frappe croisée, en force, en finesse ou en lob - il excellait dans le domaine. Le jeu de tête n'était pas son point fort. Il maîtrisait de nombreux dribbles et gestes techniques de grande classe comme sa fameuse roulette, selon lui son geste préféré. Son point fort est sa qualité de passe exceptionnelle : centres, passes longues ou courtes, en piqué, en finesse. Il est à l'origine de nombreux buts de la Serbie et de ses clubs dans son rôle de meneur du jeu.

## Palmarès

### En club
FK Vojvodina Novi Sad
- Finaliste de la Coupe de Serbie en 2007 et 2010

 Southampton FC
- Finaliste de la League Cup en 2017

 Ajax Amsterdam
- Champion des Pays-Bas en 2019, 2021 et 2022
- Vainqueur de la Coupe des Pays-Bas en 2019 et en 2021
- Vainqueur de la Supercoupe des Pays-Bas en 2019

### Distinctions individuelles
- Co-meilleur buteur du Championnat des Pays-Bas en 2019 avec Luuk de Jong (28 buts).
- Co-meilleur passeur du Championnat des Pays-Bas en 2019 avec Hakim Ziyech (13 passes décisives).
- Membre de l'équipe type de la Ligue des Champions de l'UEFA 2018-2019.
- 20e au Ballon d'or 2019.
- Meilleur passeur du Championnat des Pays-Bas en 2021 (18 passes décisives).

## Statistiques

### Statistiques détaillées
| Saison                | Club                  | Championnat           | Championnat | Championnat | Championnat | Coupe nationale | Coupe nationale | Coupe nationale | Coupe de la Ligue | Coupe de la Ligue | Coupe de la Ligue | Supercoupe | Supercoupe | Supercoupe | Compétition(s) continentale(s) | Compétition(s) continentale(s) | Compétition(s) continentale(s) | Compétition(s) continentale(s) | Serbie | Serbie | Serbie | Total | Total | Total |
| Saison                | Club                  | Division              | M.          | B.          | P.d.        | M.              | B.              | P.d.            | M.                | B.                | P.d.              | M.         | B.         | P.d.       | Comp.                          | M.                             | B.                             | P.d.                           | M.     | B.     | P.d.   | M.    | B.    | P.d.  |
| 2006-2007             | Vojvodina Novi Sad    | SuperLiga             | 23          | 3           | 0           | 5               | 1               | 0               | -                 | -                 | -                 | -          | -          | -          | -                              | -                              | -                              | -                              | -      | -      | -      | 28    | 4     | 0     |
| 2007-2008             | Vojvodina Novi Sad    | SuperLiga             | 28          | 7           | 3           | 1               | 0               | 0               | -                 | -                 | -                 | -          | -          | -          | C3                             | 3                              | 0                              | 0                              | -      | -      | -      | 32    | 7     | 3     |
| 2008-2009             | Vojvodina Novi Sad    | SuperLiga             | 29          | 9           | 5           | 1               | 0               | 0               | -                 | -                 | -                 | -          | -          | -          | C3                             | 2                              | 0                              | 0                              | 1      | 0      | 0      | 33    | 9     | 5     |
| 2009-2010             | Vojvodina Novi Sad    | SuperLiga             | 27          | 10          | 9           | 5               | 0               | 0               | -                 | -                 | -                 | -          | -          | -          | C3                             | 2                              | 1                              | 0                              | 1      | 0      | 1      | 35    | 11    | 10    |
| Sous-total            | Sous-total            | Sous-total            | 107         | 29          | 17          | 12              | 1               | 0               | -                 | -                 | -                 | -          | -          | -          | -                              | 7                              | 1                              | 0                              | 2      | 0      | 1      | 128   | 31    | 18    |
| 2010-2011             | FC Groningue          | Eredivisie            | 34+4        | 7+0         | 17+4        | 3               | 0               | 0               | -                 | -                 | -                 | -          | -          | -          | -                              | -                              | -                              | -                              | -      | -      | -      | 41    | 7     | 21    |
| 2011-2012             | FC Groningue          | Eredivisie            | 34          | 7           | 9           | 1               | 0               | 0               | -                 | -                 | -                 | -          | -          | -          | -                              | -                              | -                              | -                              | 3      | 0      | 0      | 38    | 7     | 9     |
| Sous-total            | Sous-total            | Sous-total            | 72          | 14          | 30          | 4               | 0               | 0               | -                 | -                 | -                 | -          | -          | -          | -                              | -                              | -                              | -                              | 3      | 0      | 0      | 79    | 14    | 30    |
| 2012-2013             | FC Twente             | Eredivisie            | 33+4        | 12+1        | 15+1        | 1               | 0               | 0               | -                 | -                 | -                 | -          | -          | -          | C3                             | 13                             | 3                              | 6                              | 10     | 3      | 1      | 61    | 19    | 23    |
| 2013-2014             | FC Twente             | Eredivisie            | 33          | 16          | 14          | 1               | 0               | 0               | -                 | -                 | -                 | -          | -          | -          | -                              | -                              | -                              | -                              | 10     | 3      | 1      | 44    | 19    | 15    |
| Sous-total            | Sous-total            | Sous-total            | 70          | 29          | 30          | 2               | 0               | 0               | -                 | -                 | -                 | -          | -          | -          | -                              | 13                             | 3                              | 6                              | 20     | 6      | 2      | 105   | 38    | 38    |
| 2014-2015             | Southampton FC        | Premier League        | 31          | 4           | 7           | 3               | 0               | 0               | 3                 | 1                 | 1                 | -          | -          | -          | -                              | -                              | -                              | -                              | 5      | 0      | 1      | 42    | 5     | 9     |
| 2015-2016             | Southampton FC        | Premier League        | 34          | 7           | 12          | 1               | 0               | 0               | 2                 | 0                 | 1                 | -          | -          | -          | C3                             | 3                              | 1                              | 0                              | 8      | 2      | 2      | 48    | 10    | 15    |
| 2016-2017             | Southampton FC        | Premier League        | 33          | 3           | 5           | 2               | 0               | 1               | 4                 | 0                 | 0                 | -          | -          | -          | C3                             | 5                              | 0                              | 1                              | 6      | 4      | 7      | 50    | 7     | 14    |
| 2017-2018             | Southampton FC        | Premier League        | 36          | 6           | 3           | 4               | 1               | 1               | 1                 | 0                 | 0                 | -          | -          | -          | -                              | -                              | -                              | -                              | 12     | 1      | 3      | 53    | 8     | 7     |
| Sous-total            | Sous-total            | Sous-total            | 134         | 20          | 27          | 10              | 1               | 2               | 10                | 1                 | 2                 | -          | -          | -          | -                              | 8                              | 1                              | 1                              | 31     | 7      | 13     | 193   | 30    | 45    |
| 2018-2019             | Ajax Amsterdam        | Eredivisie            | 34          | 28          | 13          | 4               | 1               | 2               | -                 | -                 | -                 | -          | -          | -          | C1                             | 18                             | 9                              | 8                              | 6      | 2      | 1      | 62    | 40    | 24    |
| 2019-2020             | Ajax Amsterdam        | Eredivisie            | 25          | 11          | 14          | 4               | 2               | 3               | -                 | -                 | -                 | 1          | 0          | 0          | C1+C3                          | 10+2                           | 3+0                            | 3+0                            | 3      | 1      | 4      | 45    | 17    | 24    |
| 2020-2021             | Ajax Amsterdam        | Eredivisie            | 34          | 14          | 17          | 2               | 2               | 2               | -                 | -                 | -                 | -          | -          | -          | C1+C3                          | 6+6                            | 2+3                            | 3+3                            | 9      | 0      | 5      | 57    | 21    | 30    |
| 2021-2022             | Ajax Amsterdam        | Eredivisie            | 34          | 13          | 19          | 3               | 1               | 0               | -                 | -                 | -                 | 1          | 0          | 0          | C1                             | 7                              | 2                              | 1                              | 14     | 2      | 3      | 59    | 18    | 23    |
| 2022-2023             | Ajax Amsterdam        | Eredivisie            | 34          | 11          | 18          | 5               | 2               | 2               | -                 | -                 | -                 | 1          | 0          | 0          | C1+C3                          | 5+2                            | 0                              | 1+0                            | 10     | 3      | 5      | 57    | 16    | 26    |
| Sous-total            | Sous-total            | Sous-total            | 161         | 77          | 81          | 18              | 8               | 9               | -                 | -                 | -                 | 3          | 0          | 0          | -                              | 56                             | 19                             | 19                             | 42     | 8      | 18     | 280   | 112   | 127   |
| 2023-2024             | Fenerbahçe SK         | Süper Lig             | 38          | 10          | 14          | 2               | 0               | 0               | -                 | -                 | -                 | -          | -          | -          | C4                             | 16                             | 6                              | 3                              | 13     | 2      | 3      | 69    | 18    | 20    |
| 2024-2025             | Fenerbahçe SK         | Süper Lig             | 35          | 11          | 13          | 2               | 0               | 0               | -                 | -                 | -                 | -          | -          | -          | C1+C3                          | 4+12                           | 0+2                            | 2+1                            | -      | -      | -      | 53    | 13    | 16    |
| Sous-total            | Sous-total            | Sous-total            | 73          | 21          | 27          | 4               | 0               | 0               | -                 | -                 | -                 | -          | -          | -          | -                              | 32                             | 8                              | 6                              | 13     | 2      | 3      | 122   | 31    | 36    |
| Total sur la carrière | Total sur la carrière | Total sur la carrière | 617         | 190         | 212         | 50              | 10              | 11              | 10                | 1                 | 2                 | 3          | 0          | 0          | -                              | 116                            | 32                             | 32                             | 111    | 23     | 37     | 907   | 256   | 294   |

### Buts internationaux
| Buts internationaux de Dušan Tadić | Buts internationaux de Dušan Tadić | Buts internationaux de Dušan Tadić           | Buts internationaux de Dušan Tadić | Buts internationaux de Dušan Tadić | Buts internationaux de Dušan Tadić | Buts internationaux de Dušan Tadić |
| 0                                  | Date                               | Lieu                                         | Adversaire                         | Score                              | Résultats                          | Compétitions                       |
| ---------------------------------- | ---------------------------------- | -------------------------------------------- | ---------------------------------- | ---------------------------------- | ---------------------------------- | ---------------------------------- |
| 1                                  | 11 septembre 2012                  | Stade Karađorđe, Novi Sad, Serbie            | Pays de Galles                     | 4-0                                | 6-1                                | Éliminatoires Coupe du monde 2014  |
| 2                                  | 6 février 2013                     | Stade GSP, Nicosie, Chypre                   | Chypre                             | 1-1                                | 1-3                                | Match amical                       |
| 3                                  | 6 février 2013                     | Stade GSP, Nicosie, Chypre                   | Chypre                             | 1-2                                | 1-3                                | Match amical                       |
| 4                                  | 11 octobre 2013                    | Stade Karađorđe, Novi Sad, Serbie            | Japon                              | 1-0                                | 2-0                                | Match amical                       |
| 5                                  | 15 octobre 2013                    | Jagodina City Stadium, Jagodina, Serbie      | Macédoine du Nord                  | 4-0                                | 5-1                                | Éliminatoires Coupe du monde 2014  |
| 6                                  | 26 mai 2014                        | Red Bull Arena, Harrison, États-Unis         | Jamaïque                           | 1-0                                | 2-1                                | Match amical                       |
| 7                                  | 25 mai 2016                        | Užice City Stadium, Užice, Serbie            | Chypre                             | 2-0                                | 2-1                                | Match amical                       |
| 8                                  | 31 mai 2016                        | Stade Karađorđe, Novi Sad, Serbie            | Israël                             | 3-1                                | 3-1                                | Match amical                       |
| 9                                  | 5 septembre 2016                   | Red Star Stadium, Belgrade, Serbie           | République d'Irlande               | 2-1                                | 2-2                                | Éliminatoires Coupe du monde 2018  |
| 10                                 | 6 octobre 2016                     | Stade Zimbru, Chișinău, Moldavie             | Moldavie                           | 0-3                                | 0-3                                | Éliminatoires Coupe du monde 2018  |
| 11                                 | 9 octobre 2016                     | Red Star Stadium, Belgrade, Serbie           | Autriche                           | 3-2                                | 3-2                                | Éliminatoires Coupe du monde 2018  |
| 12                                 | 24 mars 2017                       | Stade Boris-Paichadze, Tbilisi, Géorgie      | Géorgie                            | 1-1                                | 1-3                                | Éliminatoires Coupe du monde 2018  |
| 13                                 | 23 mars 2018                       | Stadio Olimpico Grande Torino, Turin, Italie | Maroc                              | 1-1                                | 2-1                                | Match amical                       |